# 旺納斯卡 (明尼蘇達州)
旺納斯卡（英語：Wannaska）是位於美國明尼蘇達州羅索縣格里姆斯塔德鎮區及米基諾克鎮區的一個非建制地區。

## 歷史
旺納斯卡的郵局自1896年營運至今。此地得名自同名的河，該河得名自「羅索」的奧及布韋語。

## 地理
旺納斯卡所處的海拔為高於海平面338米（即1109英呎），而該地所採用的時區為UTC-6，即北美中部時區（CST）。同時該地設有夏令時間，為UTC-6調快一小時，即UTC-5（CDT）。